# Blu-ray Disc Association
Blu-ray Disc Association, in breve BDA, è un consorzio di imprese che sviluppano il supporto e la tecnologia Blu-ray ed è responsabile per la creazione di formati standard e la promozione di opportunità di commercializzazione del Blu-ray.
È divisa su tre livelli: la tavola dei direttori, i contribuenti e i membri generici.
Il consorzio è nato nel maggio del 2002 da 9 imprese dell'industria elettronica: Matsushita, Pioneer, Philips, Thomson, LG Electronics, Hitachi, Sharp, Samsung, e Sony.
Successivamente si sono aggiunte anche: Apple, TDK, Dell, Hewlett-Packard, The Walt Disney Company, Warner Bros. e Universal Music Group; ha oltre 250 membri.

## I membri della tavola dei direttori o Board of Director
- Apple
- Dell
- HP invent
- Hitachi
- LG
- Mitsubishi
- Panasonic
- Pioneer
- Philips
- Samsung
- SHARP
- Sony
- Sun Microsystems
- TDK Corporation
- Thomson
- FOX
- Walt Disney Motion Pictures Group / Buena Vista Home Entertainment
- Warner Home Video Inc.

## I Contribuenti
- Adobe
- Almedio Inc.
- Alticast
- Aplix Corporation
- ArcSoft, Inc.
- ATI Technologies Inc.
- Atmel Corporation
- AudioDev AB
- Broadcom Corporation
- Canon Inc.
- CMC Magnetics Corporation
- Coding Technologies GmbH
- Cryptography Research Inc.
- CyberLink Corp.
- DATARIUS Technologies GmbH
- DCA Inc.
- Deluxe Media Services Inc.
- Dolby Laboratories Inc.
- DTS, Inc.
- Electronic Arts Inc.
- Esmertec
- Fuji Photo Film Co. Ltd.
- Fujitsu Ltd.
- Gibson Guitar Corp.
- Horizon Semiconductors
- Imation Corp.
- InterVideo Inc.
- Kenwood Corporation
- Lionsgate Entertainment
- LITE-ON IT Corporation
- LSI Logic
- MediaTek Inc.
- Meridian Audio Ltd.
- Metta Technology
- Mitsubishi Kagaku Media Co.Ltd.
- Mitsui Chemicals Inc.
- Moser Baer India Limited
- NEC Electronics Corporation
- Nero AG
- Optodisc Technology Corporation
- Paramount Pictures/Viacom (exclusively supporting HD-DVD as of August 20th, 2007)
- Pixela Corporation
- Prodisc Technology Inc.
- Pulstec Industrial Co., Ltd.
- Ricoh Co., Ltd.
- RITEK Corporation
- ShibaSoku Co. Ltd.
- Sigma Designs Inc.
- Sonic Solutions
- Sonopress
- Sony BMG Music Entertainment
- Sony Pictures Entertainment (Columbia Pictures, TriStar Pictures Metro-Goldwyn-Mayer).,
- STMicroelectronics
- Sunext
- Taiyo Yuden Co., Ltd.,
- Texas Instruments, Inc.
- Universal Music Group
- Victor Company of Japan, Ltd.
- Visionare Corporation
- Zentek Technology Japan, Inc.
- ZOOtech Ltd.
- Zoran Corporation

## I 94 membri attuali
- Acer Corporation
- Alpine Electronics Inc.
- Asahi Kasei Microsystems Co., Ltd.
- Ashampoo GmbH & Co. KG
- Bandai Visual Co. Ltd.
- BASF AG
- Basler Vision Technologies
- BenQ Corporation
- B.H.A. Corporation
- Bose Corporation
- B&W Group
- The Cannery
- Cheertek Inc.
- Cinram Manufacturing Inc.
- D&M Holdings, Inc.
- Daewoo Electronics Corporation
- Daikin Industries, Ltd.
- Daxon Technology Inc.
- Degussa
- Eclipse Data Technologies
- Elpida Memory, Inc.
- ESS Technology Inc.
- Expert Magnetics Corp.
- Fujitsu Ten Ltd.
- Funai Electric Co., Ltd.
- GalleryPlayer Media Networks
- GEAR Software
- Hie Electronics, Inc.
- Hoei Sangyo Co., Ltd.
- IMAGICA Corp.
- INFODISC Technology Co., Ltd.
- Infomedia Inc.
- Intersil Corporation
- Kadokawa Holdings Inc.
- Kaleidescape, Inc.
- Kitano Co., Ltd.
- Konica Minolta Opto Inc.
- Laser Pacific Media Corp.
- Lauda Co. Ltd.
- Lead Data Inc.
- LEADER ELECTRONICS CORP
- Lenovo
- Linn Products Ltd.
- LINTEC Corporation
- M2 Engineering AB
- MainConcept AG
- Mitsumi Electric Co., Ltd.
- Must Technology Co., Ltd.
- MX Entertainment
- Netflix Inc.
- NewTech Infosystems Inc. (NTI)
- NEXAPM Systems Technology Inc.
- Nichia Corporation
- Nikkatsu Corporation
- NTT Electronics Corporation
- nVidia Corporation
- OC Oerlikon Balzers AG
- Omnibus Japan Inc.
- Onkyo Corporation
- Online Media Technologies Ltd.
- Ono Sokki Co., Ltd.
- OPT Corporation
- Orbit Corp.
- Origin Electric Co., Ltd.
- Osmosys SA
- Pinnacle Systems
- PoINT Software & Systems GmbH
- Pony Canyon Enterprise
- PowerFile
- Primera Technology, Inc.
- Quanta Storage Inc.
- Realtek Semiconductor Corp.
- Rimage Corporation
- Sanyo Electric Co., Ltd.
- Dr. Schwab Inspection Technology GmbH
- Shinano Kenshi Co. Ltd.
- Singulus Technologies
- STEAG ETA-OPTIK GmbH
- Sumitomo Bakelite
- Tao Group Limited
- Targray Technology International Inc.
- TEAC Corporation
- Teijin Chemicals Ltd.
- THX Ltd.
- Tsvetov Technologies
- Toei Video Company Ltd.
- Toho Company, Ltd.
- Toppan Printing Co., Ltd.
- TOPTICA Photonics AG
- UmeDisc Ltd.
- Vivendi Universal Games
- Yamaha Corporation
- Yokogawa Electric Corporation
- 1K Studios, LLC